# Pure Jerry: Lunt-Fontanne, New York City, The Best of the Rest, October 15–30, 1987
Pure Jerry: Lunt-Fontanne, New York City, The Best of the Rest, October 15–30, 1987 est un coffret de 3 CD proposant des extraits issus de la série de concerts donnés par le Jerry García Band et le Jerry Garcia acoustic Band entre le 15 et 30 octobre 1987 au Lunt-Fontanne Theater de New York. Le dernier concert de cette série a fait l'objet d'une publication à part.

## Musiciens

### Jerry García Band
- Jerry Garcia – guitare, voix
- Melvin Seals – claviers
- John Kahn – basse
- David Kemper – batterie
- Jaclyn LaBranch – chœurs
- Gloria Jones – chœurs
- Bob Weir – guitare, voix (*)

### Jerry Garcia Acoustic Band
- Jerry Garcia – guitare, voix
- David Nelson – guitare, voix
- Sandy Rothman – mandoline, banjo, vocals
- John Kahn – contrebasse
- Kenny Kosek – violon
- David Kemper – percussion

## Liste des titres

### CD1 – Jerry García Band
1. I'll Take a Melody (Allen Toussaint) – 12:19
2. Forever Young (Bob Dylan) – 9:36
3. Think (Jimmy McCracklin, Deadric Malone) – 7:27
4. The Night They Drove Old Dixie Down – (Robbie Robertson) – 9:38
5. Simple Twist of Fate (Dylan) – 11:15
6. When I Paint My Masterpiece (Dylan) – 5:57 (*)
7. Deal (Jerry Garcia, Robert Hunter) – 7:28 (*)
8. All Along the Watchtower (Dylan) – 5:27 (*)

### CD2 – Jerry García Band
1. Get Out of My Life, Woman (Toussaint) – 7:28
2. Like a Road Leading Home (Don Nix, Dan Penn) – 7:48
3. Mission in the Rain (Garcia, Hunter) – 9:27
4. Mississippi Moon (Peter Rowan) – 8:24
5. Evangeline (David Hidalgo, Louie Pérez) – 3:27
6. That Lucky Old Sun (Beasley Smith, Haven Gillespie) – 10:20
7. And It Stoned Me (Van Morrison) – 6:23
8. Tangled Up in Blue (Dylan) – 10:27

### CD3 – Jerry Garcia Acoustic Band
1. Rosa Lee McFall (Charlie Monroe) – 4:06
2. Drifting with the Tide (traditional) – 3:31
3. I'm Here To Get My Baby out of Jail (Karl Davis, Harty Taylor) – 5:31
4. Drifting Too Far from the Shore (Charles E. Moody) – 5:10
5. I Ain't Never (Webb Pierce, Mel Tillis) – 3:56
6. It's a Long Long Way (To the Top of the World) (Don Wayne) – 4:40
7. Ashes of Love (Jim Anglin) – 2:13
8. Poison Love" (Elmer Laird) – 2:40
9. I'm Here to Get My Baby out of Jail (Davis, Taylor) – 3:33